# Die Alpenrocker
Die Alpenrocker sind eine österreichische Band aus der Südoststeiermark.

## Geschichte
Die Alpenrocker wurden als „Ost-Steirer Trio“ 1982 gegründet. 1983 kam Hans Koelldorfer durch Heli Konrad (Steirische Harmonika) auf die Managerposition und trat 1984 mit Manuela bei Karl Moiks Show Musikantenstadl auf. 1987 erfolgte eine Umbenennung der Band in „Oststeirer“ und Manuelas kleine Schwester Alexandra übernahm den Frontgesang. Wenig später trat sie mit Andy Borg beim Grand Prix der Volksmusik an.
1987 bis 1992 absolvierten die „Oststeirer“ Tourneen in Australien, den USA und Europa. 1994 starteten sie mit dem neuen Gitarristen und Sänger Werner Poglits und veröffentlichten das Album „Las Vegas“.
2002 kamen neue Bandmitglieder hinzu: Frontfrau/Sängerin Tina Koch, Bassist Christian Höller und Schlagzeuger Sigi Willmann. Die CD „Wochenende Partytime“ wurde veröffentlicht und kam in die Charts. Die Gruppe absolvierte Open-Air-Konzerte in Deutschland und Österreich. Im folgenden Jahr übernahm Joachim Scherz die Keyboards und Backvocals, Sepp Spiegel das Schlagzeug und Alexandra wurde wieder für kurze Zeit Frontsängerin.
2004 kam erstmals mit Igor Radivoj-Mrvica ein männlicher Leadsänger und Frontman neu in die Band. Es folgte die Tunesien-Tournee und der erste Besuch in China, zudem zahlreiche Auftritte in Deutschland, Holland, Kroatien und Österreich.
2005 startete die Band mit einem neuen Hit im steirischen Dialekt Stoarkes Land und kam unter neuen Namen „Alpenrocker & Igor“ wieder in die Charts. Zwei Jahre später übernahm Igor Radivoj die Position des Bandleaders und war auch als Manager tätig. Ernst Grieshoffer sprang als Schlagzeuger für Europa ein und Helfried „Friday“ Grygar als Schlagzeuger auf der China-Tour.
2010 waren die „Alpenrocker & Igor“ mit der neuen Sängerin Daniela Kirtscheva auf Promotion-Tour in China. 
Seit 2012 als „IGGY STONE & ALPENROCKER“ unterwegs. Das Jahr 2015 begannen sie mit neuer Besetzung: hinzu kamen Sarah Victoria Reiter, Sandi Fras, Darko Pavlesic, Daniel Karl Muhr und Nikolaus Georgiades. Auch im Jahr 2018 unternahm die Band ihre jährliche China-Tournee.
Die Band setzt sich 2020 zusammen aus Igor Radivoj, Hans Kölldorfer, Daniel Karl Muhr, Deni Cop, Gernot Hochstöger und Yvonne Gundacker.

## Diskografie

### AlsDie Oststeirer
- 1989: „Holaridijö“-Jodel-Sender[3]
- 1989: Oma, Oma, Omama / Das Jagerische Leben[4]
- 1991: Das Glück[5]

### AlsDie Alpenrocker
- 1996: Wenn die Jodler Rocken
- 1998: Hoch überm Tal …

## Ehemalige Musiker
- Eldin „Dino“ Alajbegović 2019 – Gitarre
- Chantal Jansen 2018 – Back Vokals/Solo Vokals
- Tobias Wohofsky 2018 – Solo & Rhythmus-Gitarre/Back Vocals
- Daniela Michel 2017 – Back Vokals/Solo Vokals/Violine/Western Gitarre
- Rudolf Brandner 2017 – Solo & Rhythmus-Gitarre/Back Vocals
- Igor Ignacij Tomažič 2016/2017 – Akkordeon/Keyboards
- Darko „Dado“ Pavlešić 2014 bis 2016 – Western Gitarre/Back Vocals
- Nikolaus „Niko“ Georgiades 2014/2015 – Solo & Rhythmus-Gitarre/Back Vocals
- Sarah Victoria Reiter 2014/2015 – Back Vokals/Solo Vokals
- Sandi Fras 2014/2015 – Steirische Harmonika/Keyboards
- Danja Kneissl 2014 – Back Vocals/Solo Vokals
- Alexander Karlin 2013/2014 – Solo & Rhythmus-Gitarre/Back Vocals
- Mario Peheim 2009 – 2014 – Drums & Percussions/Techniker
- Manuel Christoph Pache 2013 – Western Gitarre/Back Vocals/Solo Vocals
- Peter Latzka 2013 – Substitute Drums & Percussions
- Milan Anžel 2012/2013 – Akkordeon/Keyboard
- Mario Pohn seit 2012 – Substitute Solo & Rhythmus-Gitarre
- Almir Alajbegović seit 2012 – Ton- und Lichttechniker
- Werner Poglits 1994 bis 2012 – Solo & Rhythmus-Gitarre/Back Vocals/Solo Vocals/Techniker
- Daniela Kirtcheva 2010 bis 2012 – Back Vocals/Solo Vocals
- Joachim Scherz 2002 bis 2012 – Keyboards/Back Vocals
- Franz Danhausen 2011 – Steirische Harmonika
- Marion Luttenberger 2009 – Back Vocals/Solo Vocals
- Martin Rexeis 2009/2010 – Steirische Harmonika
- Werner Heid 2008 – Akkordeon
- Karmen Novko 2008 – Back Vocals/Solo Vokals
- Heli Konrad 1982 – 2007 – Steirische Harmonika
- Ernst Grieshofer seit 2007 – Substitute Drums & Percussions
- Helfried „Friday“ Grygar 2007/2008 – Drums & Percussions
- Josef „Sepp“ Spiegel 2003 bis 2007 – Drums
- Rudi Matjašić 1994 bis 1998 – Akkordeon/Keyboard
- Günther Steirer 1991 bis 1995 - Geige/Gitarre/Bass/Back Vocals
- Alexandra „Xandi“ Sükar 1987 bis 1990 und 2003 – Front Frau/Solo Vocals
- Tina Koch 2002 – Front Frau / Solo Vocals
- Christian Höller 2002/2003 – Bass-Gitarre
- Siegfried Willmann 2002 – Drums & Percussions
- Manfred Zangl 1986 bis 2000 - Drums
- „Rossmann Dirndl“ Erni & Maria 1984 bis 2000 – Front Frauen/Solo Vocals
- Manuela „Kleine Manuela“ Sükar 1984 bis 1990 – Front Frau/Solo Vocals
- Franz Zettl, 1984 bis 1992 – Saxofon/Akkordeon
- Gottfried Fink, 1982 bis 1985 - Gitarre